# Сёла Японии
Сёла или деревни (яп. 村 сон, мура) — низшие административные единицы Японии муниципального уровня.
Сёла являются составными частями уездов префектуры, в которой они находятся. Они не имеют собственных отдельных советов, но могут выбирать общепрефектурный совет всех посёлков и сёл префектуры. Юридический статус села в японском законодательстве чётко не описан.
В апреле 2007 года в Японии насчитывалось 195 сёл, но из-за повышенной урбанизации их количество постепенно снижается.
По состоянию на 3 декабря 2021 года в Японии находится 183 села.